# Полазнинские заводы
Пола́знинские (Пола́зненские, Полазинские) заво́ды — Полазнинский Верхний (также — Полазнинский) чугунолитейный и железоделательный и Полазнинский Нижний (также — Нижнеполазнинский, Мариинский) железоделательный заводы в Прикамье, действовавшие на реке Полазна с конца XVIII до начала XX века.

## История
В 1784 году И. Л. Лазарев выкупил у баронессы М. А. Строгановой село Полазненское, в 40 км севернее Перми. В 1797 году Лазарев построил на купленной земле Верхнеполазнинский железоделательный завод в устье реки Полазна при впадении в Каму. Завод входил в состав Чёрмозского горнозаводского округа и перерабатывал чугун Кизеловского завода. Заводская дача имела площадь в 105 076 десятин.
На заводе работали 2 кричные фабрики с 12 горнами и 12 молотами (массой от 16 до 18 пудов). В 1797 году завод произвёл 11,1 тыс. пудов железа, в 1800 году — 47,7 тыс. пудов. Средняя норма расхода составляла 13 пудов чугуна на 10 пудов железа.
В 1801 году Верхнеполазнинский завод перешёл в собственность брата И. Л. Лазарева Екима (Якима) Лазаревича. В 1810 году в 2 верстах от Верхнего завода он построил Нижнеполазнинский (Мариинский) железоделательный завод для переработки производимого на Верхнеполазнинском заводе железа в сортовое, в основном прутное и шинное. В составе завода работала резная фабрика, имелась отдельная плотина. При разливе Камы территория завода подвергалась затоплению, что обусловливало режим его работы с сентября до весеннего половодья.
В 1826 году после смерти Е. Л. Лазарева Верхнеполазнинский завод перешёл по наследству его сыну Христофору Екимовичу Лазарев.
В начале XIX века Верхнеполазнинский завод производил в среднем 40—50 тыс. пудов железа в год. Во второй половине XIX века оборудование завода практически не обновлялось, но объёмы производства выросли. В 1868 году было произведено 122,3 тыс. пудов железа. Продукция отправлялась водным путём на продажу на Нижегородскую ярмарку. Пристань на Каме находилась в 2,5 верстах от завода. В 1859—1862 годах ежегодный объём отгрузки через пристань составлял 101 тыс. пудов металла.
В 1871 году Верхнеполазнинский завод перешёл в собственность Елизаветы Христофоровны Абамелек-Лазаревой. В 1870-х годах четыре однофурменных контуазских горна были реконструированы в двухфурменные с применением горячего дутья для переплавки листовой обрези в кусковое железо, в сварочной фабрике была установлена печь для нагрева болванок.
В 1880 году на Верхнеполазнинском заводе действовало 3 пудлинговых и 2 сварочных печи, а также 5 кричных горнов. В 1883 году были построены 2 печи для производства угля. По состоянию на 1890 год на заводе действовали 6 пудлинговых, 2 сварочных и 6 калильных печей, а также 4 кричных горна. Штат завода в этот период состоял из 524 человек, занятых на основных работах, и 650 человек на вспомогательных. В 1890 году завод произвёл 113,5 тыс. пудов железа. Работа заводских механизмов обеспечивалась 7 водяными колёсами общей мощностью в 230 л. с. и 1 паровой машиной в 8 л. с.
В 1883 году была перестроена плотина Нижнеполазнинского завода, в 1884 году был модернизирован резно-плющильный стан. В начале 1890-х годов в ходе реорганизации Лысьвенского округа Нижнеполазнинский завод был закрыт.
В 1899—1901 годах на Верхнеполазнинском заводе были установлены два листокатальных стана, проложены рельсовые пути, введено электрическое освещение. В начале XX века была закрыта одна из доменных печей Кизеловского завода, что привело к сокращению производства железа на Верхнеполазнинском заводе. В 1902—1916 годах заводом владел Сергей Семёнович Абамелек-Лазарев. В этот период была проведена реконструкция завода, были построены 2 новые паровые машины. Завод стал специализироваться на выпуске кровельного железа и чугунного литья. В 1903 году кричное производство было прекращено. В 1907 году было произведено 344 тыс. пудов железа.
В годы Первой мировой войны объёмы производства Верхнеполазнинского завода существенно сократились. В 1915 году было произведено 30,3 тыс. пудов кровельного и 10,8 тыс. пудов сортового железа. После окончания Гражданской войны Верхнеполазнинский завод был закрыт из-за нерентабельности и устаревшего оборудования.